# 기타칸다촌
기타칸다촌(北蟹谷村)은 도야마현 니시토나미군에 설치되었던 촌이다.